# Latö Chang
Latö Chang (tib.: la stod byang; „Nördliches Latö“) war der Name einer der dreizehn tibetischen Zehntausendschaften (tib.: khri skor bcu gsum), mit deren Hilfe Sakya im 13./14. Jahrhundert Tibet verwaltete.